# 日和町 (名古屋市)
日和町（ひよりちょう）は、愛知県名古屋市千種区の地名。現行行政地名は日和町1丁目から日和町5丁目。一部住居表示実施。

## 地理
名古屋市千種区中央部に位置する。東は猫洞通、西は春里町・楠元町、南は本山町、北は徳川山町に接する。

## 歴史

### 地名の由来
当地に所在する日和山に由来するとみられる。

### 沿革
- 1923年（大正12年） - 気象台が現在地である日和山に移転[3]。
- 1945年（昭和20年）9月20日[4] - 千種区田代町の一部により同区日和町として成立する[1]。
- 昭和20年代後半～昭和30年代 - 急激に住宅地化する[3]。
- 1964年（昭和39年）1月10日[4] - 一部住居表示の実施に伴い、千種区春里町の一部を編入し、一部が徳川山町に編入される[1]。

## 世帯数と人口
2019年（平成31年）1月1日現在の世帯数と人口は以下の通りである。
| 町丁   | 世帯数  | 人口    |
| ------ | ------- | ------- |
| 日和町 | 531世帯 | 1,190人 |

### 人口の変遷
国勢調査による人口の推移
| 2000年（平成12年） | 1,072人 | [ WEB 6 ] |  |
| 2005年（平成17年） | 1,129人 | [ WEB 7 ] |  |
| 2010年（平成22年） | 1,082人 | [ WEB 8 ] |  |
| 2015年（平成27年） | 1,193人 | [ WEB 9 ] |  |

## 学区
市立小・中学校に通う場合、学校等は以下の通りとなる。また、公立高等学校に通う場合の学区は以下の通りとなる。なお、小・中学校は学校選択制度を導入しておらず、番毎で各学校に指定されている。
| 丁目        | 小学校                                        | 中学校                                      | 高等学校 |
| ----------- | --------------------------------------------- | ------------------------------------------- | -------- |
| 日和町1丁目 | 名古屋市立自由ヶ丘小学校 名古屋市立東山小学校 | 名古屋市立千種台中学校 名古屋市立東星中学校 | 尾張学区 |
| 日和町2丁目 | 名古屋市立東山小学校                          | 名古屋市立東星中学校                        | 尾張学区 |
| 日和町3丁目 | 名古屋市立東山小学校                          | 名古屋市立東星中学校                        | 尾張学区 |
| 日和町4丁目 | 名古屋市立東山小学校                          | 名古屋市立東星中学校                        | 尾張学区 |
| 日和町5丁目 | 名古屋市立東山小学校                          | 名古屋市立東星中学校                        | 尾張学区 |

## 施設
- 名古屋地方気象台[2]
- 神道大教東山神社[2]
- 市職員研修所[2]
- 銀行寮[2]

## その他

### 日本郵便
- 郵便番号 : 464-0039[WEB 3]（集配局：千種郵便局[WEB 12]）。

### WEB
1. 1 2  “愛知県名古屋市千種区の町丁・字一覧”.   人口統計ラボ. 2017年10月7日閲覧。
2. 1 2  “町・丁目(大字)別、年齢(10歳階級)別公簿人口(全市・区別)”.   名古屋市 (2019年1月23日). 2019年1月23日閲覧。
3. 1 2  “郵便番号”.  日本郵便. 2019年1月6日閲覧。
4. ↑  “市外局番の一覧”.   総務省. 2019年1月6日閲覧。
5. ↑  名古屋市役所市民経済局地域振興部住民課町名表示係 (2015年10月21日). “千種区の町名一覧”.   名古屋市. 2017年10月7日閲覧。
6. ↑  名古屋市役所総務局企画部統計課統計係 (2005年7月1日). “（刊行物）名古屋の町(大字)・丁目別人口 (平成12年国勢調査) 千種区” (xls). 2017年10月8日閲覧。
7. ↑  名古屋市役所総務局企画部統計課統計係 (2007年6月29日). “平成17年国勢調査　名古屋の町(大字)別・年齢別人口 千種区” (xls). 2017年10月8日閲覧。
8. ↑  名古屋市役所総務局企画部統計課統計係 (2012年6月29日). “平成22年国勢調査　名古屋の町(大字)別・年齢別人口 千種区” (xls). 2017年10月8日閲覧。
9. ↑  名古屋市役所総務局企画部統計課統計係 (2017年7月7日). “平成27年国勢調査　名古屋の町(大字)別・年齢別人口” (xls). 2017年10月8日閲覧。
10. ↑  “市立小・中学校の通学区域一覧”.   名古屋市 (2018年11月10日). 2019年1月14日閲覧。
11. ↑  “平成29年度以降の愛知県公立高等学校（全日制課程）入学者選抜における通学区域並びに群及びグループ分け案について”.   愛知県教育委員会 (2015年2月16日). 2019年1月14日閲覧。
12. ↑  郵便番号簿 平成29年度版 - 日本郵便. 2019年01月06日閲覧 (PDF)

### 文献
1. 1 2 3  名古屋市計画局 1992, p. 119.
2. 1 2 3 4 5 6  「角川日本地名大辞典」編纂委員会 1989, p. 1470.
3. 1 2 3  「角川日本地名大辞典」編纂委員会 1989, p. 1138.
4. 1 2  名古屋市計画局 1992, p. 732.